# Lotniskowce typu Majestic
Lotniskowce typu Majestic – lotniskowce lekkie zbudowane w Wielkiej Brytanii, oryginalnie należące do serii sześciu finalnych lotniskowców typu Colossus.
Doświadczenia wojenne spowodowały szereg zmian w projekcie, w tym zamontowanie większej liczby armat przeciwlotniczych, nowocześniejszych radarów i wyposażenia do zaopatrywania w ruchu. Aby przyjmować większe i szybsze samoloty wzmocniono pokład oraz zastosowano nowe katapulty, aerofiniszery i windy, w wyniku tych modyfikacji okręty przemianowano na typ Majestic. Dokończenie okrętów zostało zawieszone po zakończeniu II wojny światowej, pozostawiając je do ewentualnego wykorzystania w przyszłości. Lotniskowce nigdy nie weszły do służby w Royal Navy, ostatecznie pięć z nich sprzedano do krajów Wspólnoty Brytyjskiej, a ostatni zezłomowano przed ukończeniem. Dwa pierwsze okręty: "Terrible" ("Sydney" dla Australii) i "Magnificent" dla Kanady dostarczono w 1948 tak jak przewidywał projekt. Trzy następne okręty: "Majestic"/"Melbourne" dla Australii, "Powerful"/"Bonaventure" dla Kanady i "Hercules"/"Vikrant" dla Indii wyposażono w katapulty parowe, skośny pokład, systemy świateł podejścia i inne zmiany, aby umożliwić im bazowanie odrzutowców.

## Okręty
| HMAS „Melbourne” (R21) - Nazwa oryginalna: HMS Majestic (R77) - Stocznia: Vickers-Armstrong - Położenie stępki: 15 kwietnia 1943 - Wodowanie: 28 lutego 1945 - Użytkownik: Royal Australian Navy - Wejście do służby: 28 października 1955 - Wyposażenie lotnicze: 8 × Sea Venom, 16 × Gannet, 2 × Sycamor, 10 × Wessex · później: 8 × A-4G Skyhawk, 6 × S-2E/G Tracker, 10 × Westland Sea King - Wycofanie ze służby: 30 maja 1982 - Los: Zezłomowany w 1985 W wyniku kolizji zatopił dwa sojusznicze okręty: HMAS Voyager (D04) w 1964 i · USS Frank E. Evans (DD-754) w 1969. |
| HMAS „Sydney” (R17) - Nazwa oryginalna: HMS Terrible (R93) - Stocznia: HM Dockyard Devonport - Położenie stępki: 19 kwietnia 1943 - Wodowanie: 30 września 1944 - Użytkownik: Royal Australian Navy - Wejście do służby: 16 grudnia 1948 - Wyposażenie lotnicze: 38 × Fairey Firefly, Hawker Sea Fury, · Sikorsky Dragonfly - Wycofanie ze służby: 12 listopada 1973 - Los: Złomowany w 1975 Służył w wojnie koreańskiej w latach 1951–1952 w zastępstwie HMS Glory (R62), jako lotniskowiec wycofany w 1958, ale od 1962 używany jako transportowiec, w 1964 zaopatrywał Malezję w czasie konfliktu z Indonezją, a w latach 1965–1972 odbył 25 rejsów do Vũng Tàu w trakcie wojny wietnamskiej. |
| HMCS „Magnificent” (CVL 21) - Nazwa oryginalna: HMS Magnificent - Stocznia: Harland & Wolff - Położenie stępki: 29 lipca 1943 - Wodowanie: 16 listopada 1944 - Użytkownik: Royal Canadian Navy - Wejście do służby: 21 marca 1948 - Wyposażenie lotnicze: 37 × Fairey Firefly, Hawker Sea Fury, Supermarine Seafire · lub Grumman TBF Avenger - Wycofanie ze służby: 1956 - Los: Złomowany w 1965 Zastąpił HMCS Warrior (typu Colossus), przed wycofaniem transportował kanadyjskich żołnierzy sił pokojowych w czasie kryzysu sueskiego. |
| INS „Vikrant” (R11) - Nazwa oryginalna: HMS Hercules (R49) - Stocznia: Vickers-Armstrong, Harland & Wolff - Położenie stępki: 14 października 1943 - Wodowanie: 22 września 1945 - Użytkownik: Indyjska Marynarka Wojenna - Wejście do służby: 4 kwietnia 1961 - Wyposażenie lotnicze: Hawker Sea Hawk, Breguet Alizé 1050, HAL Chetak, · Westland Sea King Mk 42B/C, BAe Sea Harrier FRS.51 - Wycofanie ze służby: 31 stycznia 1997 - Los: Zachowany jako okręt muzeum 1997-2012. Złomowany w 2014 roku. Okręt brał udział w blokadzie Pakistanu Wschodniego w czasie wojny indyjsko-pakistańskiej w 1971, od 1982 wykorzystywano Sea Harriery, a w 1989 dodano rampę startową.                 |
| Leviathan - Nazwa oryginalna: Leviathan - Stocznia: Swan, Hunter & Wigham Richardson, Ltd. - Położenie stępki: 18 października 1943 - Wodowanie: 7 czerwca 1945 - Los: Złomowany w 1968 |
| HMCS „Bonaventure” (CVL 22) - Nazwa oryginalna: HMS Powerful - Stocznia: Harland & Wolff - Położenie stępki: 27 listopada 1943 - Wodowanie: 27 lutego 1945 - Użytkownik: Royal Canadian Navy - Wejście do służby: 17 stycznia 1957 - Wyposażenie lotnicze: 34 × F2H-3 Banshee (1955–1962), CS-2F Tracker, · Sikorsky HO-4S, CHSS-2 Sea King (od 1964) - Wycofanie ze służby: 3 lipca 1970 - Los: Złomowany w 1971 Następca Magnificent, ostatni kanadyjski lotniskowiec, był częścią floty NATO w czasie kryzysu kubańskiego w 1962. |